# Archipiélago de Riau
El archipiélago de Riau (del indonesio: Kepulauan Riau) es un grupo de islas indonesias que forman parte de la provincia homónima de Islas Riau (Propinsi Kepulauan Riau), formada por estas islas junto con las islas Natuna, ricas en petróleo y gas natural, las Lingga y Anambas.
Hasta julio de 2004 las islas Riau formaban parte de la provincia de Riau, en Sumatra; desde entonces se le unieron los dos archipiélagos antes citados para formar los tres una nueva provincia. Tiene una superficie de 8202 km², y cuenta con 1 198 526 habitantes. Su capital es Tanjung Pinang.
- Datos: Q1190997
- Multimedia: Batam / Q1190997